# Roderich von Stintzing
Johann August Roderich von Stintzing (né le 8 février 1825 à Altona et mort le 13 septembre 1883 à Oberstdorf) est un avocat et historien du droit prussien.

## Biographie
Roderich Stintzing est le fils du médecin d'Altona Johann Wilhelm Stintzing (né le 30 décembre 1789 à Rendsburg et mort le 17 juillet 1859 à Altona) qui a épouse le 25 mars 1824 Wilhelmine Elisabeth Niemann (née le 21 mars 1794 à Kiel et morte le 21 avril 1866 à Hambourg). Son grand-père paternel, le marchand de vin et transitaire Johann Georg Stintzing (1739-1818), est originaire de Franconie et s'est installé à Rendsburg. August Christian Niemann (de), son grand-père maternel, est professeur de sciences politiques et de foresterie à l'Université Christian-Albrecht de Kiel.
Après le lycée d'Altona et avoir obtenu son diplôme du lycée académique de Hambourg (de), Stintzing étudie le droit de 1841 à 1848 dans les universités d'Iéna, Heidelberg, Berlin et Kiel. Il reçoit une influence particulière à Heidelberg du juriste Adolph von Vangerow (de), à Kiel de Karl Otto von Madai (de) et à Berlin du philosophe juridique Friedrich Julius Stahl (de). Pendant ses études, Stintzing appartient à la fraternité d'Iéna de 1843 à 1845. En 1845, il devient membre du Neckarbund et plus tard de la fraternité Teutonia à Heidelberg.
Malgré le soulèvement du Schleswig-Holstein en 1848, au cours duquel il a appartenu à un corps d'étudiants volontaires, Stintzing réussit son examen d'État avec distinction à l'Oberappellationsgericht de Kiel. Il travaille ensuite travaillé à Plön comme avocat et notaire. Après la fin de la guerre du Schleswig-Holstein, il se rend à Heidelberg en 1851, où Stintzing reçoit le 5 janvier 1852 son doctorat en droit.
Après une courte période comme chargé de cours privé, il est nommé professeur ordinaire de droit romain à l'Université de Bâle à Pâques 1854. Il y travaille en 1856 comme recteur de l'université. À l'automne 1857, Stintzing accepte un poste de professeur à l'université d'Erlangen, dont il est également recteur en 1864/65. En 1870, il s'installe à la chaire de droit romain de l'Université de Bonn, où il succède à Eduard Böcking. En 1875/76, il était recteur de l'université.
En 1861, Stintzing reçoit la croix de chevalier de première classe de l'ordre de Saint-Michel et en 1868, il est élevé à la noblesse personnelle en recevant la croix de chevalier de l'ordre du mérite de la couronne bavaroise. Il devient conseiller privé de la justice et travaille comme conseiller municipal à Bonn.
En 1883, il meurt des suites d'une chute.

## Famille
Stintzing se marie le 1er mai 1850 à Plön avec Franziska Karoline Bokelmann (1828-1908), fille du ministre résident danois et conseiller de légation secrète Georg Wilhelm Bokelmann (de) (1779-1847) et de sa femme Sophie Sillem, qui se sont mariés en 1820. Le mariage produit sept enfants, dont quatre fils et deux filles lui survivent :
- Wilhelm (1851-1939), conseiller supérieur du gouvernement marié le 22 juin 1878 avec Julie Epner
- Charlotte (1852-1933) mariée le 2 octobre 1877 avec Heinrich Sievers
- Roderich (de) (1854-1933), professeur de médecine, marié le :
  - le 5 octobre 1884 avec Hanna Rühle
  - le 5 avril 1904 avec Gertrude Keferstein
- Wolfgang (1856–1921)
- Frances (1859–1943) mariée le 24 juin 1885 avec Walter Bleibtreu
- Othon (1865–1922)
- Conrad (1867–1876)

## Travaux
- Ulrich Zasius. Ein Beitrag zur Geschichte der Rechtswissenschaft im Zeitalter der Reformation. Basel 1857
- Geschichte der populären Literatur des römisch-kanonischen Rechts in Deutschland. Leipzig 1867 u. Nachdruck Scientia, Aalen 1967
- Geschichte der Deutschen Rechtswissenschaft. Herausgegeben und fortgeführt von Ernst Landsberg. 4 Bände. Oldenbourg, München 1880–1910 u. Neudruck bei Scientia, Aalen 1978